# Мила Манојловић
Мила Манојловић  (Београд, 30. јун 1976) српска је позоришна, телевизијска и филмска глумица.

## Биографија
Манојловићева је рођена 30. јуна 1976. у Београду. Гимназију је завршила у Перуу, глуму је дипломирала на Факутету драмских уметности у Београду а позоришну режију магистрилала на Високој школи говора и драме у Лондону. Игра у Позоришту Бошка Бухе и Позоришту Душка Радовића.

## Филмографија
| Год.     | Назив                       | Улога                     |
| -------- | --------------------------- | ------------------------- |
| 2000.-те |                             |                           |
| 2000.    | Рат уживо                   | Шминкерка                 |
| 2002.    | Подијум                     |                           |
| 2003.    | ОК, ајмо испочетка          | Ива                       |
| 2003.    | Илка                        | Аница                     |
| 2003.    | Скоро сасвим обична прича   |                           |
| 2003.    | Казнени простор (ТВ серија) | Фудбалерка                |
| 2004.    | Смешне и друге приче        |                           |
| 2008.    | Ближњи                      | Андријина снаја           |
| 2008.    | Последња аудијенција        | Јелена Илка Марковић      |
| 2010.-те |                             |                           |
| 2010.    | Седамдесет и два дана       | Нана                      |
| 2010.    | Тотално нови талас          | Весна, професорка српског |
| 2013.    | Жене са Дедиња              | Јелена                    |
| 2014.    | Једнаки                     |                           |

## Улоге у синхронизацијама
| \| Година \| Наслов \| Улога \| \| ------ \| ---------------------------------------------- \| ---------------------------------- \| \| 2011. \| My Little Pony: Чаробно Другарство (LoudWorks) \| Твајлајт Спаркл, Реjнбоу Деш (DVD) \| |                                                |                                    |
| Година | Наслов                                         | Улога                              |
| 2011. | My Little Pony: Чаробно Другарство (LoudWorks) | Твајлајт Спаркл, Реjнбоу Деш (DVD) |